# Tommaso Valperga di Caluso
Tommaso Valperga di Caluso, noto anche come abate di Caluso (Torino, 20 dicembre 1737 – Torino, 1º aprile 1815), è stato un filosofo, astronomo, fisico, orientalista, poeta, saggista, religioso e matematico italiano, membro della congregazione dell'Oratorio.

## Biografia
Settimo di dieci figli di Amedeo Valperga conte di Masino e di Emilia Doria di Dolceacqua. I Valperga avevano anche possedimenti nella cittadina omonima e a Caluso.

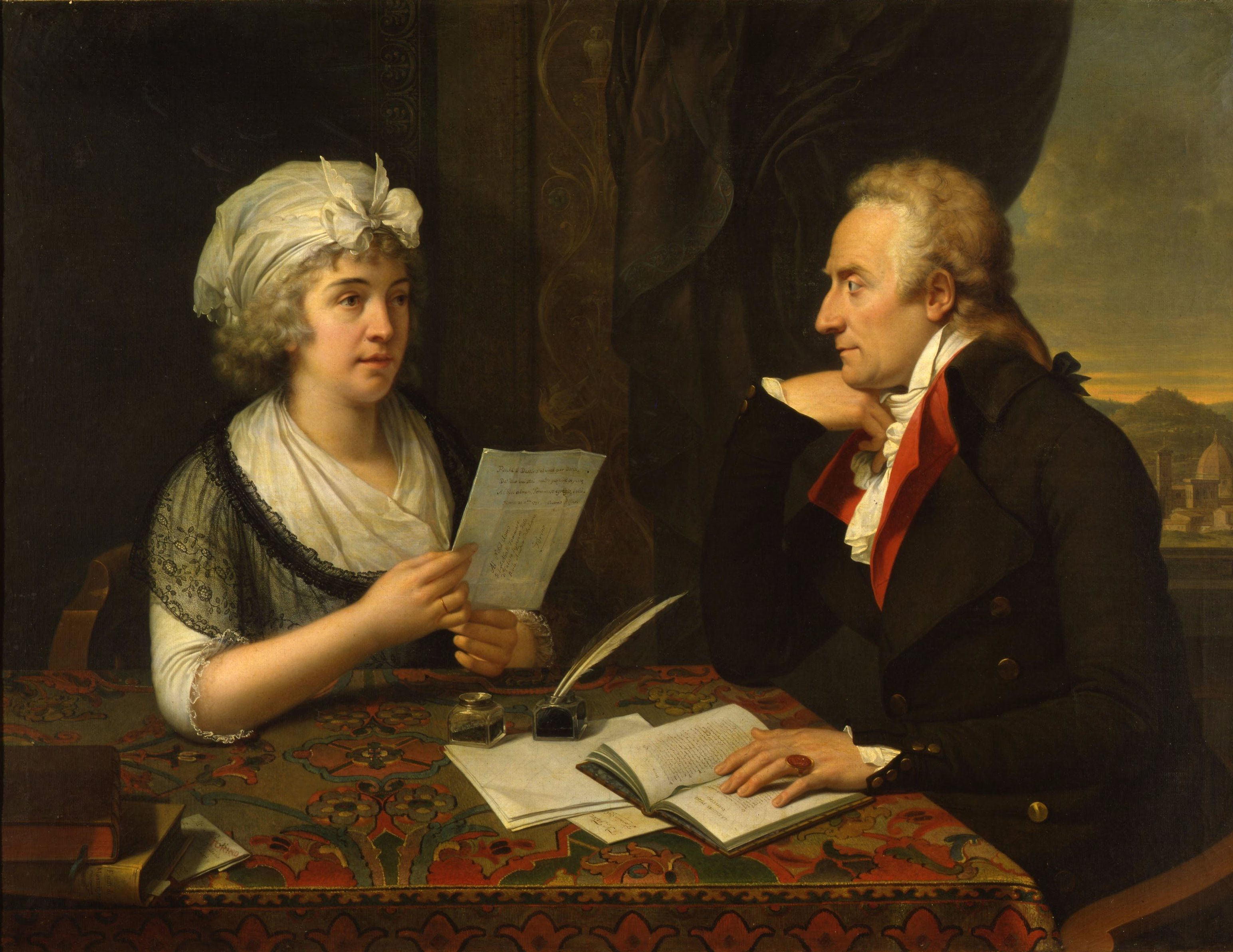
Ritratto di Alfieri e della contessa d'Albany, Francois-Xavier Fabre, 1796, donato al Caluso dalla coppia, inizialmente conservato nella camera da letto dell'abate al Castello di Masino dove si trova anche un ritratto della contessa, oggi al Museo Civico di Arte Antica di palazzo Madama, Torino. Si vede nel quadro l'opera di Valperga La ragione felice e la dedica composta da Alfieri: «Poiché il destino ci vuole pur divisi / De' duo cui stai sculto perenne in petto / Abbiti almen, Tommaso egregio, i visi.».

Dalla salute fragile da bambino, nei primi anni della giovinezza si sentì attratto dalla carriera delle armi. A Malta, ospite del governatore dell'isola, si addestrò alla vita marinara imparando le dottrine nautiche e nel 1754 fu capitano sulle galee del re di Sardegna. Entrato poi a Napoli nella congregazione dei padri filippini (oratoriani) fu professore di teologia. Come chierico e religioso, gli fu conferito il titolo di abate secolare.
Tornato a Torino studiò fisica e matematica sotto la guida del Beccaria, con Joseph-Louis Lagrange, Saluzzo e Cigna. Frequentatore delle riunioni culturali "sampaoline" nelle sale della casa di Gaetano Emanuele Bava di San Paolo ritrovò l'Alfieri, che aveva conosciuto a Lisbona nel 1772 durante un viaggio in Portogallo. Scoprì in lui il futuro poeta e tra loro nacque una profonda amicizia.
(Vittorio Alfieri)
Alfieri lo definì "quell'uomo unico, che è un Montaigne vivo" e gli dedicò la tragedia Saul. Ai suoi tempi e nell'Ottocento il Caluso fu assai celebrato, chiamato "secondo Pitagora" "l’uomo più dotto d’Italia e forse il savio più universale dei suoi tempi" e addirittura paragonato a Socrate e a Leibniz. Eccelse negli studi filosofici e apprese l'inglese, il francese, lo spagnolo e l'arabo e conobbe con sicurezza il latino, il greco, il copto e l'ebraico. Nell'università degli Studi di Torino insegnò lingue orientali. Fu direttore dell'osservatorio astronomico di palazzo Madama, incarico che nel 1805 cedette al Vassalli Eandi. 

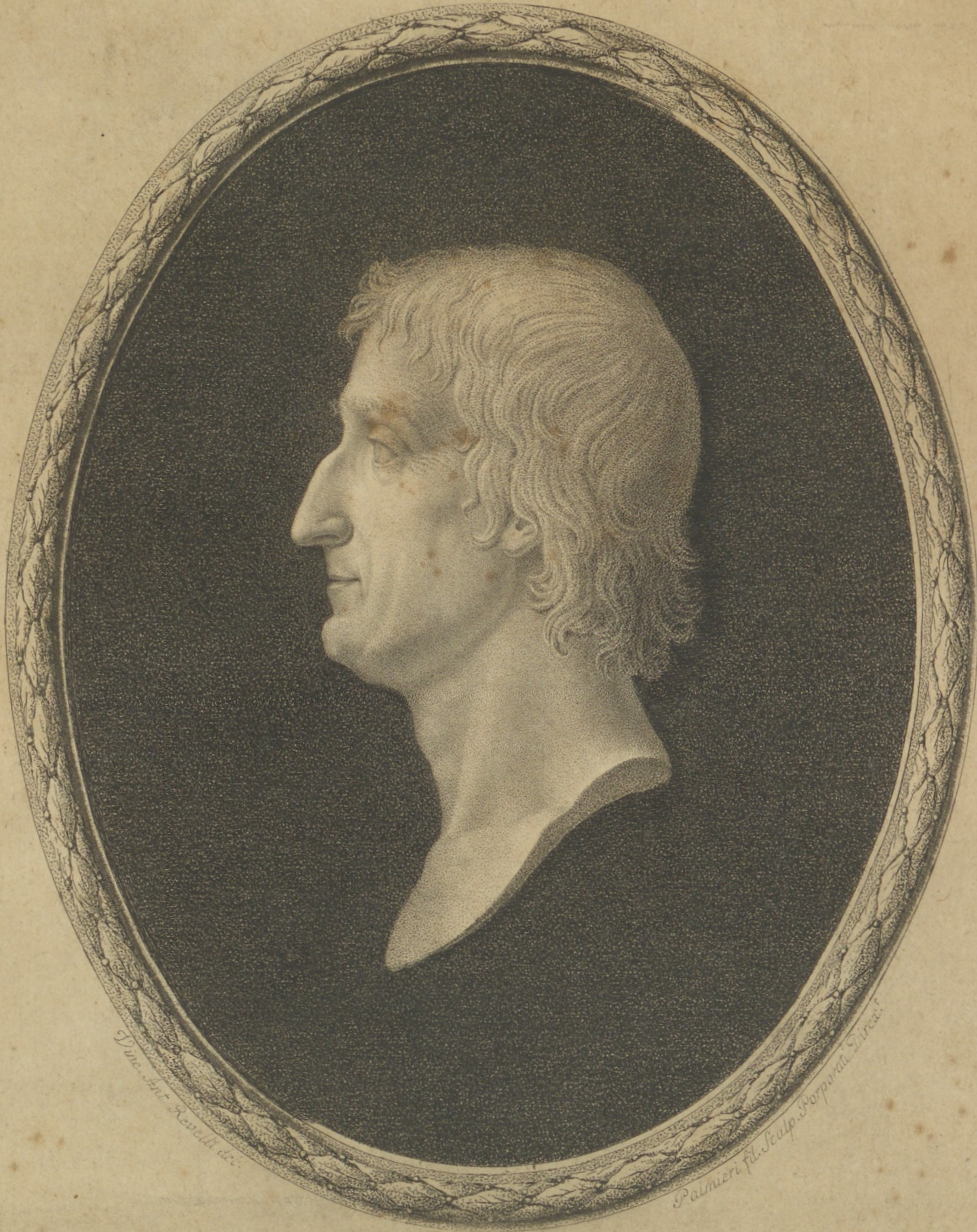
Ritratto di Tommaso Valperga di Caluso (prima del 1804)

Alla morte di Alfieri (1803), Valperga fu da lui nominato per testamento curatore postumo delle proprie tragedie. Ecclesiastico attivo negli ambienti della letteratura classicista e illuminista, nonché nelle scienze, integrò la Vita scritta da esso, l'autobiografia dell'autore astigiano, con la Lettera del 1804 alla contessa d'Albany in cui narrò la morte di Alfieri per iscritto, come la contessa stessa gli aveva raccontato. Scrisse diverse opere tra cui Della poesia (1806), saggio di estetica del bello ideale e i Principes de philosophie pour des initiés aux mathématiques (1811).
Intimo amico di Giuseppina Teresa di Lorena-Armagnac, cognata della principessa di Lamballe, deplorò come Alfieri gli eccessi della rivoluzione francese ma fu a favore al contrario suo ad una conciliazione con la nuova Francia di Napoleone; questo suo diverso atteggiamento è rimarcato nella citata Lettera, dove critica velatamente ma scusa l'Alfieri per il suo atteggiamento misogallico, attribuito alla sua passionalità e al suo patriottismo.
Fu membro dell'Accademia delle Scienze di Torino dal 1773 e di tutte le maggiori accademie d'Europa, come pure della Massoneria.
Suo fratello Carlo Francesco (1727-1811) fu Ambasciatore del Regno di Sardegna in Francia, Portogallo e Spagna, e Viceré di Sardegna dal 1780 al 1783.
Il Caluso fu un moderato critico del sensismo di Condillac e scrisse che «la testimonianza dei sensi è il nostro primo maestro; ma noi non arriviamo a comprenderlo che col ragionare.»

## Opere (selezione)
- (LA) Tommaso Valperga di Caluso (con lo pseudonimo Didymus Taurinensis), Literaturae Copticae rudimentum, Parmae, Ex regio typographaeo, 1783. URL consultato il 27 giugno 2019.
- Tommaso Valperga di Caluso (con lo pseudonimo Euforbo Melesigenio), La Cantica ed il Salmo 18. secondo il testo ebreo tradotti in versi da Euforbo Melesigenio, Parma, tipi bodoniani, 1800. URL consultato il 27 giugno 2019.
- Tommaso Valperga di Caluso, Prime lezioni di gramatica Ebraica, Torino, Stamperia della corte d'Appello, 1805. URL consultato il 27 giugno 2019.
- (LA) Tommaso Valperga di Caluso, Thomae Valpergae inter P. Arcades Euphorbi Melesigenii latina carmina cum specimine graecorum, Augustae Taurinorum, in typographaeo supremae curiae appellationis, 1807. URL consultato il 27 giugno 2019.
- (FR) Tommaso Valperga di Caluso, Principes de philosophie pour des initiés aux mathématiques, Turin, Bianco, 1811. URL consultato il 27 giugno 2019.